# Aureliana velutina
Aureliana velutina är en potatisväxtart som beskrevs av Sendt. Aureliana velutina ingår i släktet Aureliana och familjen potatisväxter. Inga underarter finns listade i Catalogue of Life.